# Římskokatolická farnost Březnice u Zlína
Římskokatolická farnost Březnice u Zlína je územní společenství římských katolíků s farním kostelem svatého Bartoloměje v děkanátu Zlín. 

## Historie farnosti
První písemná zmínka o kostele pochází z roku 1437 (je uvedeno farní beneficium a patronátní právo – to znamená, že zde stál kostel a fara). Osudy kostela byly značně proměnlivé. Původně katolický kostel přešel v roce 1570 do rukou českých bratří, v roce 1619 je uváděn jako luteránský. Po třicetileté válce znovu přešel do správy katolické církve.
Kostel má původně gotické jádro, v 19. století (po obnovení samostatné farní správy v roce 1858) byl přestavěn a rozšířen.

## Duchovní správci
Farářem je P. Jaroslav Polách.

## Bohoslužby
| Kostel              | Místo    | Bohoslužba (den)          | Hodina               | Poznámka     |
| ------------------- | -------- | ------------------------- | -------------------- | ------------ |
| svatého Bartoloměje | Březnice | neděle úterý pátek sobota | 8.00 6.45 18.00 7.00 | farní kostel |

## Duchovní pocházející z farnosti
Rodákem z Březnice je Theodor Kohn, sedmý olomoucký arcibiskup.

## Aktivity ve farnosti
Ve farnosti se pravidelně koná tříkrálová sbírka. V roce 2017 činil její výtěžek 65 167 korun.
V říjnu 2017 udílel ve farnosti svátost biřmování biskup Antonín Basler. 